# Felsklippen im Werra-Meißner-Kreis
Felsklippen im Werra-Meißner Kreis ist der Name eines Vogelschutzgebiets im nordöstlichen Hessen, nahe der Landesgrenze zu Thüringen. Mit der Ausweisung des dreigeteilten Schutzgebiets sollten die natürlich entstandenen Kalkfelsen, die aus den bewaldeten Berghängen über den Tälern der Werra und der Ulfe aufragen, als Brutgebiete von Wanderfalken und Uhus erhalten und gesichert werden. Wanderfalken und Uhus sind hier Felsbrüter und besiedeln nur die Felswände, die nicht von Gehölzen bewachsen sind und ihnen einen freien Anflug bieten. Sie gehören zu den Arten, für die nach der Europäischen Vogelschutzrichtlinie besondere Schutzgebiete eingerichtet werden müssen.
Die Felsklippen waren mit weiteren hessischen Gebieten Anfang der 2000er Jahre vom Land Hessen der EU-Kommission für das zusammenhängende Netz europäischer Schutzgebiete Natura 2000 vorgeschlagen worden. Das Meldeverfahren wurde im Jahr 2004 abgeschlossen und die rechtliche Sicherung der Verpflichtungen, die sich aus den Naturschutzrichtlinien ergaben, erfolgte im Januar 2008 mit der „Verordnung über Natura 2000-Gebiete in Hessen“.

## Lage
Die drei Flächen des Vogelschutzgebiets liegen vollständig in ausgewiesenen Naturschutzgebieten des Werra-Meißner-Kreises. Der nördliche Teilbereich befindet sich im Naturschutzgebiet „Hessische Schweiz bei Meinhard“, in den Gemarkungen Hitzelrode und Motzenrode der Gemeinde Meinhard sowie der Stadt Bad Sooden-Allendorf. Der östliche Teil gehört zu dem Naturschutzgebiet „Plesse-Konstein“ im Stadtgebiet von Wanfried und der südliche Bereich liegt im Naturschutzgebiet „Boyneburg und Schickeberg bei Breitau“, in der Gemarkung Grandenborn der Gemeinde Ringgau sowie in den Gemarkungen Breitau, Krauthausen und Wichmannshausen der Stadt Sontra.

## Geologie
Der Bereich des Vogelschutzgebiets wird aus naturräumlicher Sicht den nordwestlichen Randplatten, die das Thüringer Becken umranden, zugeordnet. Diese Muschelkalkplatten erstrecken sich nach Westen bis zum Oberen Eichsfeld und Hessen. Als geologisch bedeutsam gelten die Kalkfelsabbrüche am Plattenrand. Felshänge, die durch Bergrutsche und bergsturzartige Abbrüche des Muschelkalks entstanden sind, sollen in Deutschland nirgends so häufig vorkommen wie in dieser Gegend, zu dem auch die Teileinheiten des Vogelschutzgebiets Gobert, Wanfrieder Werrahöhen und Südlicher Ringgau gehören. Sie gelten als die größten aktiven Bergsturzgebiete Hessens.
Bergstürze oder Bergrutsche können in niederschlagsreichen Zeiten an der geologischen Schichtgrenze zwischen dem Unteren Muschelkalk und dem darunter liegendem Oberen Buntsandstein, der Röt genannt wird, entstehen. Regenwasser versickert in den Klüften und Spalten des Muschelkalks und trifft auf den tonigen Röt der aufquillt und fließfähig werden kann. Dadurch gerät der über dem Röt befindliche Muschelkalk in Bewegung und wird instabil. Die Felsbereiche, die sich dabei ablösen, bewegen sich auf dem breiartigen Röt allmählich talabwärts und lassen Schluchten entstehen. Diese ermöglichen ein verstärktes Versickern von Niederschlägen, die den sogenannten Massenverlagerungsprozess beschleunigen. Die letzten Abbrüche von Gesteinsmassen ereigneten sich 1956 mit dem Bergsturz am Schickeberg und 1985 mit dem Bergrutsch am Nordhang der Hörne.

## Geschützte Vogelarten

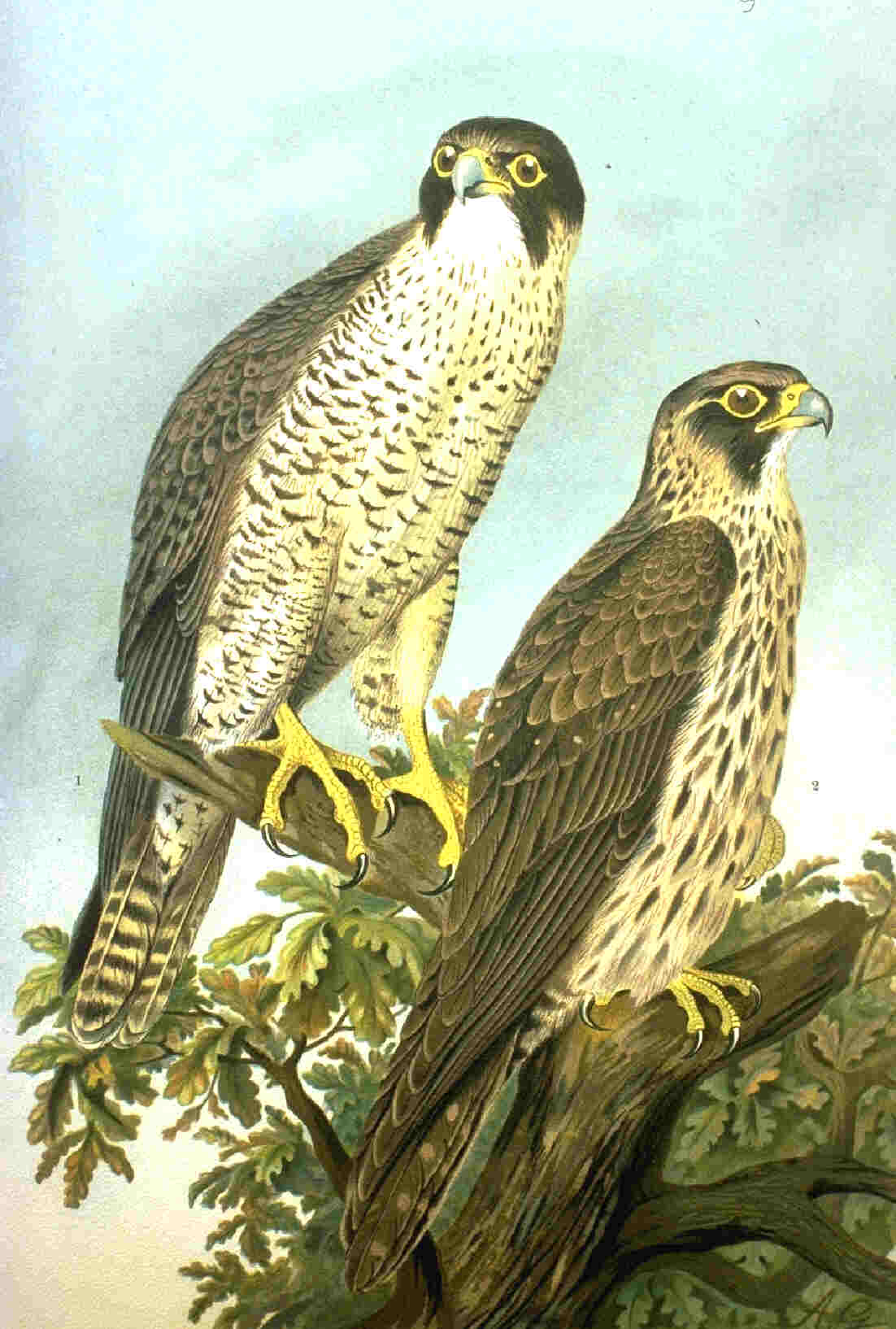
Wanderfalken.

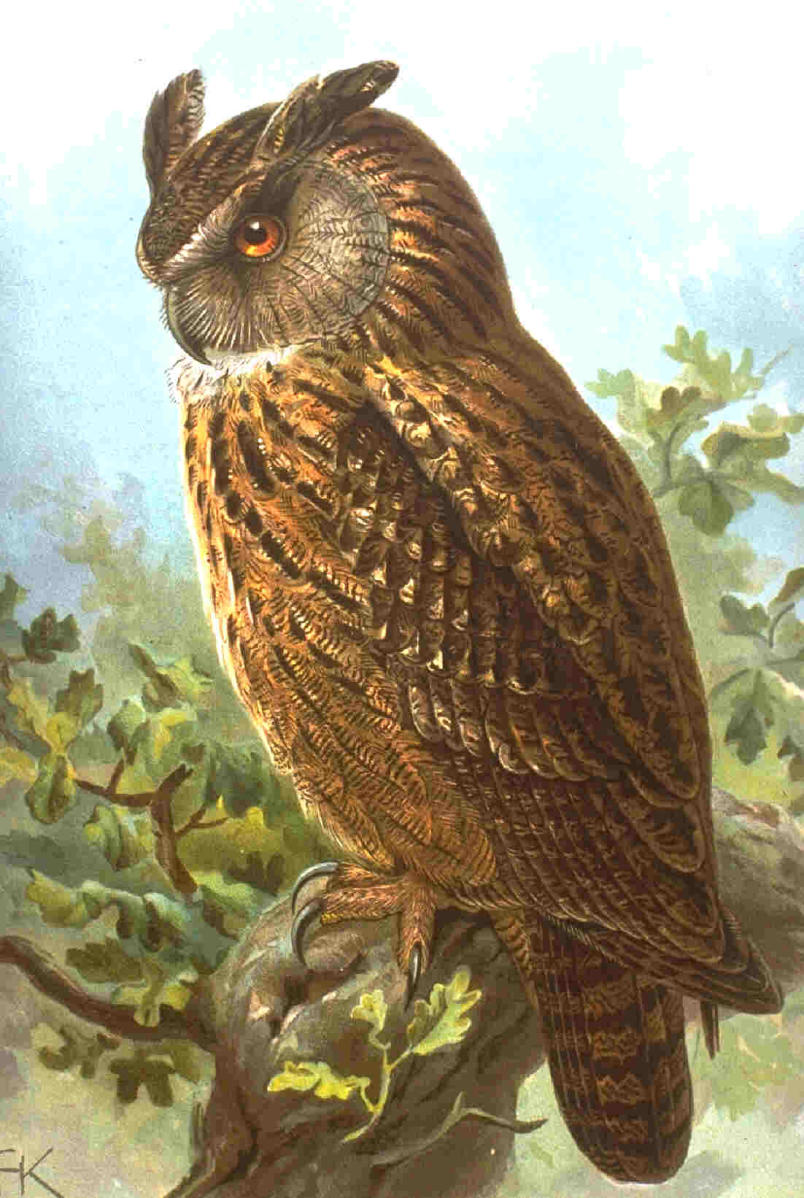
Uhu.

Wanderfalke und Uhu gehören zu den im Anhang I der Europäischen Vogelschutzrichtlinie aufgeführten Vogelarten, für die die Einrichtung von besonderen Schutzgebieten vorgesehen ist. Es sind Arten, die aufgrund geringer Bestände, kleiner Verbreitungsgebiete oder wegen ihrer speziellen Habitatsansprüche als vom Aussterben bedroht angesehen werden. Für ihre Bewahrung entstand in den 1970er Jahren die Vogelschutzrichtlinie aus der Erkenntnis, dass die wild lebenden Vögel als ein gemeinsames Erbe der Mitgliedstaaten der Europäischen Union anzusehen sind und ein effektiver Schutz nur grenzüberschreitend möglich ist. Die aktuell gültige Fassung ist am 15. Februar 2010 in Kraft getreten.
- Wanderfalke

Wanderfalken hatten bis in die 1950er Jahre regelmäßig im Werra-Meißner-Kreis gebrütet. In den 1970er Jahren drohten sie auszusterben. Als wesentliche Ursache galt neben der menschlichen Verfolgung das damals noch in der Land- und Forstwirtschaft als Insektizid eingesetzte DDT, das die Falken über die Nahrungskette aufgenommen hatten. Der Kalkhaushalt der Vögel wurde so gestört, dass die Eierschalen immer dünner wurden und beim Brüten zerbrachen. In dieser Zeit gab es nördlich des Mains keine Brutstandorte mehr. Nach dem DDT-Verbot in Deutschland, Ende der 1970er Jahre, startete die Hessische Gesellschaft für Ornithologie und Naturschutz (HGON) gemeinsam mit dem Deutschen Falkenorden die Wiederansiedlung mit in Volieren gezogenen Wanderfalken. Es wird als das aufwändigste und auch das erfolgreichste Programm für eine Vogelart angesehen, das in Hessen durchgeführt wurde. Die Auswilderungsaktion begann in Nordhessen im Jahr 1978 an einem verwaisten Brutplatz des Plessefelsens. Weitere rund einhundert junge Falken wurden in den späteren Jahren, bis 1992, im Kreisgebiet ausgewildert. Mittlerweile hat sich der Bestand stabilisiert. In seinem Jahresbericht 2019 nennt der Vogelschutzbeauftragte des Werra-Meißner-Kreises, Wolfram Brauneis rund sechzig Revierpaare in Nordhessen, von denen 42 Paare bruterfolgreich waren und 114 Junge zum Ausfliegen brachten. Als bemerkenswert angesehen wurde, dass vor allem die Bauwerksbrüter, die die Wanderfalkenkästen und Brutunterlagen an den ICE-Brücken der Bahn und den Strommasten nutzten, den größten Anteil an der Erfolgsgeschichte hatten.
- Uhu

Als „schädlicher Vogel“, der zu bekämpfen sei, wurde dem Uhu seit dem ausgehenden Mittelalter nachgestellt. Durch die ständige Verfolgung ergab eine deutschlandweite Bestandsaufnahme im Jahre 1934 nur noch etwa siebzig Paare, die überlebt hatten. In Hessen war der Uhu ausgestorben. Durch Zuchtprogramme, Auswilderungen und Schutzmaßnahmen erholten sich die Bestände. Im Jahr 1977 brütete erstmals wieder ein Uhupaar in Hessen und in 1983 auch im Werra-Meißner-Kreis. Inzwischen wurde eine Populationsgröße erreicht die es erlaubt den Uhu von der lokalen Roten Liste der bedrohten Vogelarten zu streichen. Im Jahr 2017 hatte die Zahl der Großeulen einen Höchststand im Kreisgebiet erreicht: 33 junge Uhus an 20 Brutorten haben die Ornithologen ermittelt und 2019 haben 19 erfolgreich brütende Paare ungefähr 39 Junge zum Ausfliegen gebracht. Aus Schutzgründen werden die Aufenthaltsorte und Brutplätze von den Vogelschützern nicht veröffentlicht.

## Die Teilflächen

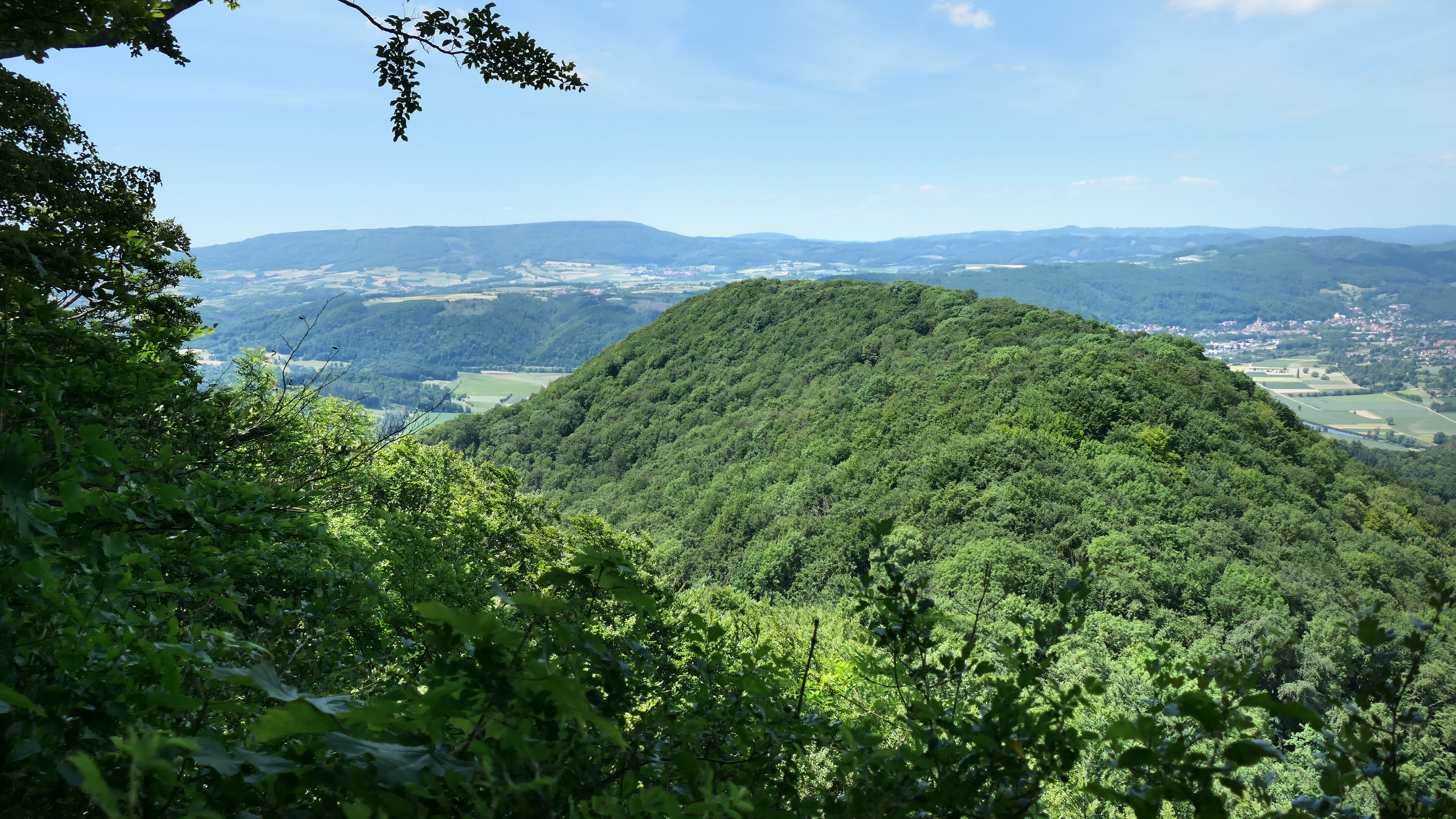
Die Hörne im Naturschutzgebiet Hessische Schweiz bei Meinhard

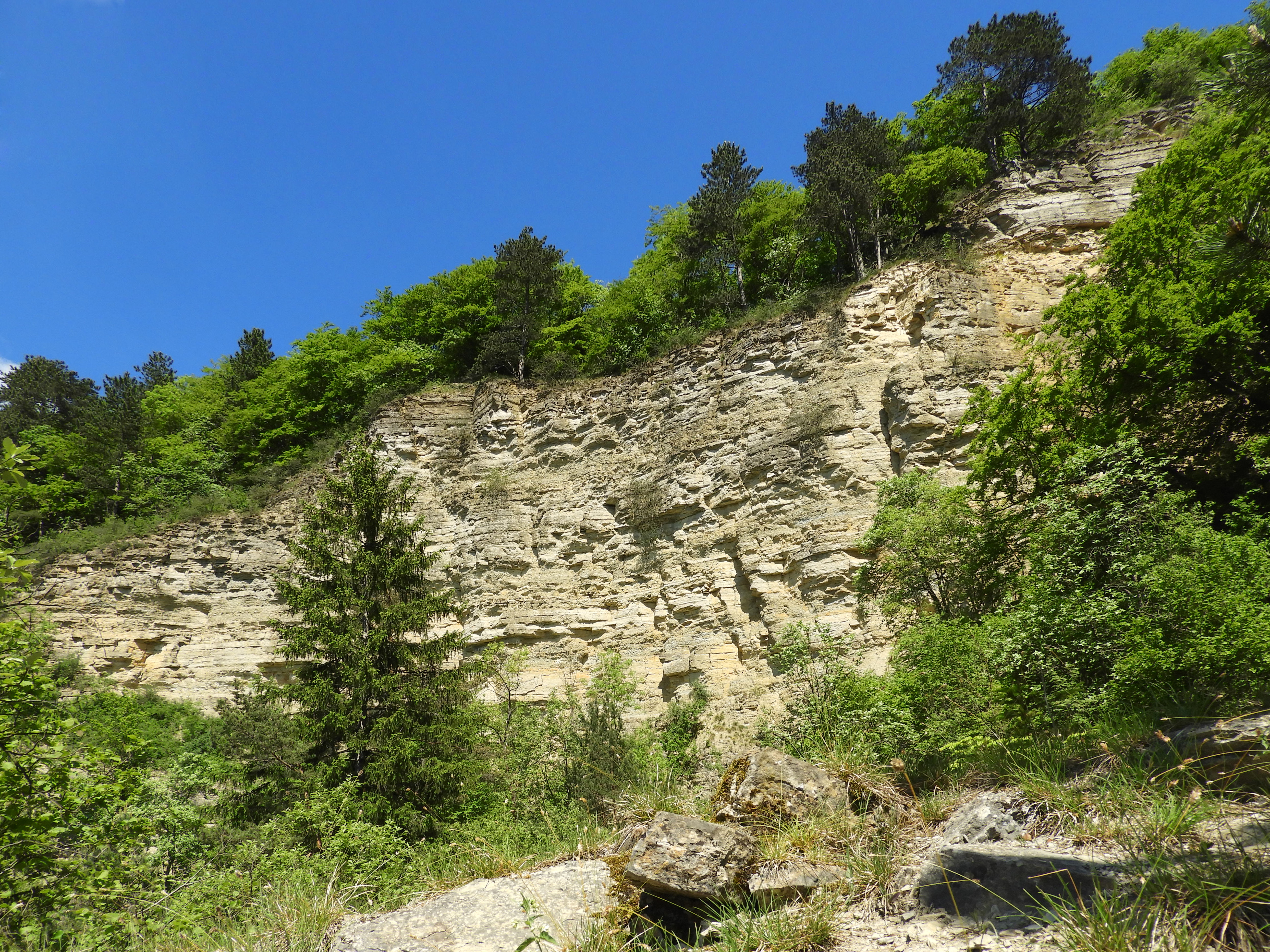
An der Plesse-Felswand wurde 1978 das landesweite Projekt zur Wiederansiedlung der Wanderfalken gestartet.

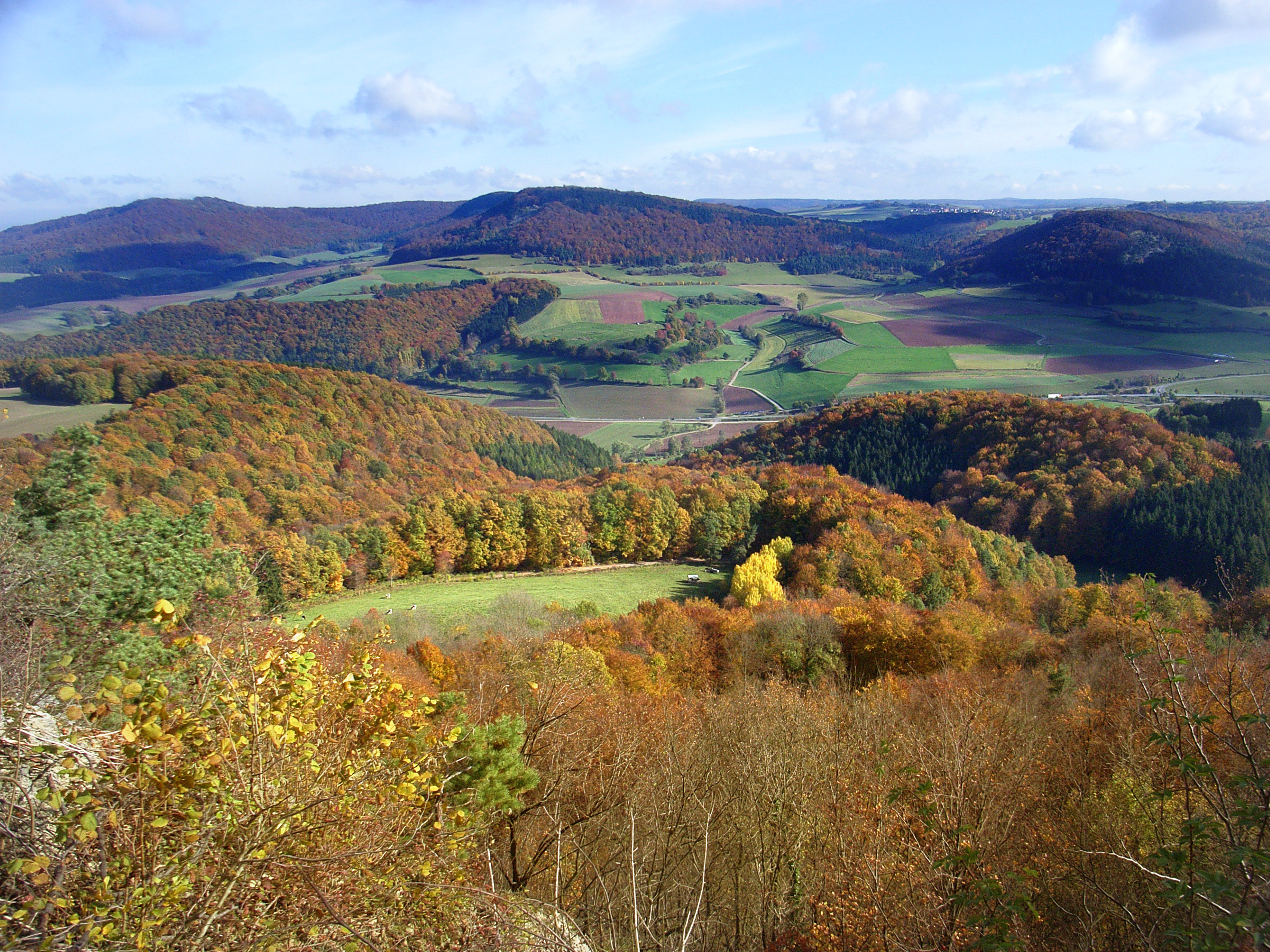
Im Hintergrund das Naturschutzgebiet mit Boyneburg, Schickeberg und Erbberg (von links).

Die drei Bereiche des Vogelschutzgebiets liegen auf einer von der Werra und zahlreichen Seitenbächen tief eingeschnittenen Muschelkalkplatte, dessen Landschaft von Bergstürzen, Wäldern, Trockenrasen, Grünland und Äckern geprägt wird.
- „Hessische Schweiz bei Meinhard“

Der Höhenzug des westlichen Ausläufers des thüringischen Eichfelds wird als die Gobert bezeichnet. Den Beinamen „Hessische Schweiz“ verdankt sie ihrem alpin anmutenden Relief mit Felsabbrüchen, steilen Abbruchkanten und abgerutschten Schollen. Das Waldgebiet im Grenzbereich von Hessen und Thüringen wurde im Jahr 1989 zum Naturschutzgebiet erklärt. Zweck der Unterschutzstellung war einen Bergsturz, Kalkfelsfluren, Kalksümpfe, Magerrasen, Blockschuttwälder und großflächige Laubholzbestände mit den hier beheimateten Pflanzen- und Tierarten zu erhalten und langfristig zu sichern. Das Naturschutzgebiet hat eine Größe von 241 Hektar, die nationale Kennung 1636019 und den WDPA-Code 163663. Es gehört zum Fauna-Flora-Habitat-Gebiet Kalkklippen der Gobert mit der europäischen Gebietsnummer 4726-350. Die Teilfläche des Vogelschutzgebiets liegt im nordwestlichen Bereich um Hörne (523 m) und Hohestein (569 m).
- „Plesse-Konstein“

Das Naturschutzgebiet erstreckt sich entlang der Landesgrenze zu Thüringen. Es umfasst die Waldgebiete von Plesse (480 m), Konstein (455 m) und dem Gatterbachtal. Im Jahr 1960 wurden die Gebietsteile Plesse und Konstein in das Landesnaturschutzbuch eingetragen und damit unter den Schutz des noch geltenden Reichsnaturschutzgesetzes gestellt. Nach mehreren Erweiterungen besitzt heute der geschützte Bereich eine Größe von rund 198 Hektar, die Kennung 1636002 und den WDPA-Code 7051. Mit der Unterschutzstellung sollten die Felsfluren, deren Reliktgesellschaften aus botanischer und geologischer Sicht als von überregionaler Bedeutung gelten, bewahrt werden. Auch die artenreichen Laubwaldgesellschaften, die Kalktuffvorkommen und Kalksinterstufen im Gatterbachtal sowie die Huteflächen mit ihrer Vegetation am Fuß des Konsteins sollten erhalten und geschützt werden. Der Bereich des Vogelschutzgebiets um den Plessefelsen befindet sich im westlichen Bereich. Das Naturschutzgebiet liegt FFH-Gebiet 4827-301 „Plesse-Konstein-Karnberg“ und ist Teil des Biotopverbundes des Grünen Bandes.
- „Boyneburg und Schickeberg bei Breitau“

Zu dem Vogelschutzgebiet gehören, neben zahlreichen kleineren Felswänden mit Schutthalden, die Zehn-Uhr-Klippen und der Bergsturzhang am 498 m hohen Schickeberg, denen wegen ihrer Geomorphologie und den hier zu verfolgenden Besiedlungsstrategien von Pflanzen und Tieren hohe wissenschaftliche Bedeutung zukommt. Ein weiterer Zweck der Unterschutzstellung als Naturschutzgebiet war es, die Kalkfelsfluren, Magerrasen und die edellaubholzreichen Blockschutt- und Hangwälder mit den dort vorkommenden, zum Teil bestandsgefährdeten Tier- und Pflanzenarten zu erhalten und zu fördern. Der im Jahr 1966 erstmals zum Naturschutzgebiet erklärte Bereich hat inzwischen eine Größe von 211 Hektar, die nationale Kennung 1636004 und den WDPA-Code 81445. Er ist ein Teil des FFH-Gebiets 4926-350 gleichen Namens.
Bedeutung für die zu schützenden Vogelarten besitzt das benachbarte Vogelschutzgebiet 4926-402 Rendaer Höhe auf der Plateaufläche des Ringgaus. Für den Wanderfalken ist es ein wichtiges Jagdgebiet. Als Vogeljäger auf fliegende Exemplare ist er auf einen freien Luftraum mit weiter Sicht angewiesen. Auch der Uhu, der die Rendaer Höhe ausschließlich als Nahrungsrevier nutzt, ist ganzjährig anzutreffen.

## Touristische Angebote
Die Felsklippen sind als ungestörte Ruhezonen vorgesehen. Beobachtungsmöglichen bieten die Aussichtspunkte an den Premiumwanderwegen, die wegen ihrer hohen Qualität mit dem Wandersiegel des Deutschen Wanderinstituts ausgezeichnet wurden. Sie führen meistens auf schmalen Pfaden und naturbelassenen Wegen durch die Naturschutzgebiete:
- Premiumweg P4 „Hessische Schweiz“. Die rund fünfzehn Kilometer lange, als mittelschwer eingestufte Tour verläuft teilweise entlang der steilen Felskanten am Rande des Muschelkalkplateaus. Felsen wie Silberklippe, Salzfrau, Pferdeloch und andere bieten Aussichten in das Werratal und hinüber zum Hohen Meißner.[18]
- Premiumweg P5 „Plesse“. Der neun Kilometer lange Pfad steigt aus dem Werratal auf das Plateau des Plessefelsen steil an. Entlang des Weges finden sich noch Relikte der deutsch-deutschen Grenzgeschichte.[19]
- Premiumweg P13 „Boyneburg“. Die etwa siebzehn Kilometer lange Tour führt mit einigen An- und Abstiegen zu der denkmalgeschützten Ruine und auf die Hochfläche des Ringgaus. Die Landschaft wird geprägt von dem Wechsel zwischen Wäldern, Feldern und Wiesenlandschaften.[20]